# Georges Dumézil

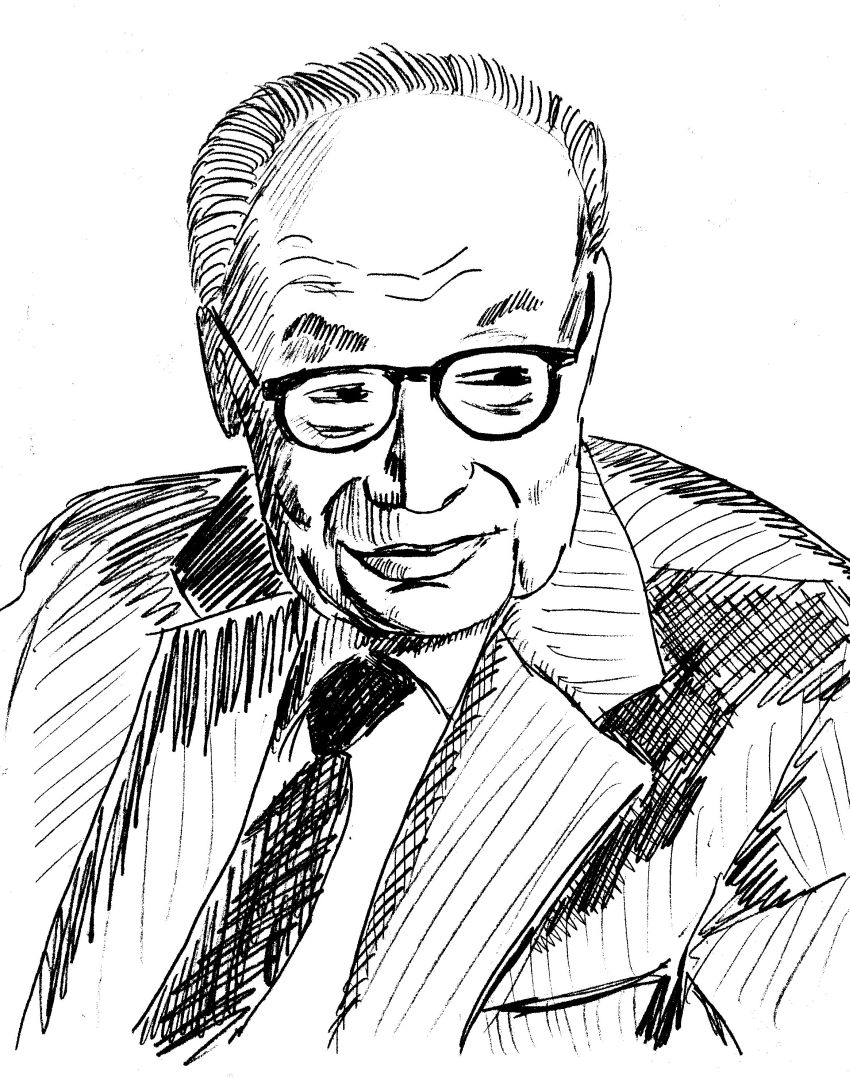
Georges Dumézil

Georges Dumézil (* 4. März 1898 in Paris; † 11. Oktober 1986 ebenda) war ein französischer Indogermanist, Linguist, Religionswissenschaftler und Soziologe, der für seine Analyse indoeuropäischer und kaukasischer Sprachen sowie indoeuropäischer Religion und Gesellschaft berühmt wurde.
Er gilt als einer der bedeutendsten Forscher zur Mythographie, besonders für seine Formulierung der trifunktionalen Hypothese sozialer Klassen in indoeuropäischen Gesellschaften. Beeinflusst war er von James Frazer und dem deutschen Indogermanisten Hermann Güntert, später auch von dem Saussure-Schüler Antoine Meillet. Dumézil hatte von 1935 bis 1968 (mit Unterbrechung) den Lehrstuhl für vergleichende Mythologie bzw. vergleichende Religionswissenschaft indoeuropäischer Völker an der École pratique des hautes études und von 1949 bis 1968 den Lehrstuhl für Indoeuropäische Zivilisation am Collège de France inne.

## Leben und Wirken

### Jugend und Ausbildung
Georges Dumézil war der Enkel eines Küfers aus Bayon-sur-Gironde. Sein Vater Jean Anatole Dumézil (1847–1929) konnte ein Gymnasium besuchen, wo er sich für Latein und moderne Sprachen begeisterte. Später schlug er eine militärische Laufbahn ein, die ihn bis zum Rang eines Generals führte. Er vermittelte seinem Sohn das Interesse an Latein, worauf dieser mit neun Jahren das Epos Aeneis von Vergil im Original lesen konnte. Gleichzeitig erlernte er als Kind bereits Altgriechisch und Deutsch.
Den militärischen Versetzungen seines Vaters folgend, wechselte Dumézil mehrmals das Gymnasium. So waren Bourges, Briançon, Paris, Neufchâteau, Troyes, danach erneut Paris, sowie Tarbes und schließlich Vincennes die Stationen seiner Schullaufbahn. Anschließend besuchte er den Vorkurs der Classes préparatoires littéraires (genannt khâgne) am Lycée Louis-le-Grand in Paris. In dieser Zeit begegnete er dem Philologen und Semantiker Michel Bréal, der ihm den Kontakt mit Antoine Meillet vermittelte und ihm sein Sanskrit-Wörterbuch anvertraute, worauf sich Dumézil mit Sanskrit und Arabisch beschäftigte. 1916 wurde er als bester Bewerber seines Jahrgangs zum Studium an der École normale supérieure de Paris zugelassen.
Bei Ausbruch des Ersten Weltkriegs wurde Dumézil als Offizier der Artillerie mobilisiert, in der er vom März 1917 bis Februar 1919 verblieb. Bei der Agrégation de lettres (in Form eines Wettbewerbs durchgeführte Staatsprüfung für das höhere Lehramt in Sprachen und Literatur) belegte er 1919 landesweit den 6. Platz. Für einige Monate unterrichtete er anschließend am Lycée in Beauvais an. Im Januar 1921 folgte ein Lehrauftrag für Französisch an der Universität Warschau. 1922 war er wieder zurück in Frankreich und begann seine Dissertationen (thèse d’État) in Religionswissenschaft und vergleichender Mythologie. Sein Doktorvater war Antoine Meillet. Dumézil verteidigte seine Arbeiten im April 1924.
Die erste Arbeit trug den Titel Le Festin d'immortalité. Étude de mythologie comparée indo-européenne („Das Festmahl der Unsterblichkeit. Studie zur vergleichenden indoeuropäischen Mythologie“), darin behandelte er Ähnlichkeiten zwischen dem den griechisch-römischen Göttern zugeschriebenen Ambrosia und einem vergleichbaren Trank in der indischen Mythologie namens Amrita. Jedoch beschränkte er sich nicht auf einen ausschließlich komparativen Ansatz, sondern nahm Elemente aus einem weiteren Feld der indischen Mythologie auf. Dies brachte ihm den Vorwurf ein, sich Freiheiten im Umgang mit Tatsachen herausgenommen und seine Geschichte ausgeschmückt zu haben, ein Vorwurf, der sich zuweilen bis heute gegen ihn hält. So gestand Dumézil selbst ein, in seiner Dissertation, mangels einer Entsprechung in der nordischen Mythologie, das Bier zum Unsterblichkeitstrank umgedeutet zu haben. Seine zweite Doktorarbeit behandelte Riten und Legenden der Ägäis um den „lemnischen Frevel“.

### Lehr- und Forschungstätigkeiten
1925 nahm Dumézil einen Ruf an die Universität Istanbul an, wo auf Wunsch von deren Gründer Mustafa Kemal Atatürk ein Lehrstuhl für Religionswissenschaft entstanden war. Dort befasste er sich mit Türkisch und reiste auch ins russisch-kaukasische Grenzgebiet und darüber hinaus. Studien zur Mythologie und Sprache der Osseten, ebenso wie über die heute ausgestorbene ubychische Sprache, deren Sprecher von 1860 bis 1870 vor der russischen Armee in die Westtürkei geflohen waren, folgten. Auch die adygeische und abchasische Sprache waren Gegenstand seiner Studien. Seine umfangreichen Forschungen über die Sprachen des Kaukasus gingen in den Bestand der Bibliothèque interuniversitaire des langues orientales in Paris ein.
1931 folgte Dumézil einem Ruf an die Universität Uppsala in Schweden, wo er seine Kenntnisse der nordischen Mythologie vertiefte und Schwedisch lernte. Dort knüpfte er bleibende Kontakte zu schwedischen Religionshistorikern. Dank diesem Abstecher nach Skandinavien wurde später auch Dumézils persönlicher Protegé Michel Foucault nach Uppsala berufen. 1933 gab Dumézil diese Stelle auf und erhielt durch die Vermittlung des befreundeten Indologen Sylvain Lévi in Paris den Posten eines chargé de conférences (Lehrbeauftragten) in der religionswissenschaftlichen (V.) Abteilung der École pratique des hautes études (EPHE). Bei Marcel Granet belegte er zudem Vorlesungen der Sinologie, schrieb nationalistisch gesinnte Artikel unter dem Pseudonym Georges Marcenay und pflegte den Kontakt zum Anthropologen Marcel Mauss.
An der EPHE wurde er 1935 zum directeur d’études (entspricht etwa einem Professor) ernannt. Sein Lehrstuhl war zunächst der vergleichenden Mythologie gewidmet, 1943 ergänzte er die Denomination um „alte Religionen Europas“ und 1946 änderte er sie schließlich in „Vergleichendes Studium der Religionen der indoeuropäischen Völker“ (étude comparative des religions des peuples indo-européens). 1936 publizierte er in der Festschrift für Hermann Hirt, Germanen und Indogermanen (1936). 1938 begann er mit Jupiter Mars Quirinus, in dem er sein Modell der drei Klassen (Théorie de la trifonctionnalité) darlegte.
Mit Beginn des Zweiten Weltkriegs am 1. September 1939 wurde Dumézil erneut zum Militärdienst einberufen. Nach der Kapitulation Frankreichs wurde er im Oktober 1940 demobilisiert. Während der deutschen Besetzung Frankreichs und dem Vichy-Regime 1941 wurde Dumézil wegen seiner Zugehörigkeit zur Freimaurerei aus dem Lehrkörper entfernt. Der Geistliche Pierre Dabosville, Direktor der Privatschule École Saint-Martin-de-France in Pontoise, verhalf ihm darauf zu einer Anstellung als Latein- und Griechischlehrer an seinem Institut. Zu Dumézils dortigen Schülern zählte unter anderem der spätere Anwalt und Politiker Jean-Marc Varaut. Dank einer Intervention des Althistorikers Jérôme Carcopino, der dem Bildungsministerium der Vichy-Regierung Vorstand, konnte Dumézil Anfang 1943 auf seinen Lehrstuhl an der EPHE zurückkehren.
Auf Vorschlag Emile Benvenistes wurde er 1949 zusätzlich zum Professor am Collège de France gewählt, wo er bis 1968 einen eigens für ihn geschaffenen Lehrstuhl für indoeuropäische Zivilisationen innehatte. Zwischen 1952 und 1972 unternahm er erneute Studienreisen in den Kaukasus.
Zu Dumézils Schülern gehörte Roger Caillois.

### Späte Jahre und Ehrungen
Dumézil wurde 1968 emeritiert und hielt anschließend noch drei Jahre Vorlesungen an den US-amerikanischen Universitäten Princeton, Chicago und University of California, Los Angeles. Es entstand eine Gesamtausgabe seiner wissenschaftlichen Arbeiten. 1968, 1971 und 1973 erschien in drei Bänden Mythe et Épopée. 1970 erfolgte seine Berufung in die Académie des inscriptions et belles-lettres. Die Académie française nahm ihn 1978 in ihre Ränge auf. Seit 1958 war er assoziiertes Mitglied der Académie royale des Sciences, des Lettres et des Beaux-Arts de Belgique.

### Familie
Georges Dumézil war verheiratet. Seine Frau Madeleine verstarb 1987, ein Jahr nach ihm. Das Paar hatte die beiden Kinder Perrine und Claude: Perrine Dumézil, eine Astrophysikerin, war mit Hubert Curien verheiratet, der unter François Mitterrand zum Forschungsminister aufstieg; Claude Dumézil (1929–2013) war Psychoanalytiker.

## Werk
Dumézil sah Mythen, die er nicht historisch, sondern strukturalistisch behandelte, als soziale Muster an. Er entwickelte dafür eine Methode der komparativen Mythologie, nach der zwei Götter identisch waren, wenn sie in ihrem jeweiligen Pantheon analoge Funktionen wahrnahmen. Er unternahm es, in vergleichender Methode bislang unerkannte, aber schlagende Strukturparallelen indischer, persischer, ossetischer, griechischer, römischer und germanischer Götter- und Heldensagen aufzudecken. Dumézil erkannte darin eine Analogie zwischen indogermanischer Sprachentwicklung und indogermanischer Religionsentwicklung.
Seine strukturelle Theorie baut auf der These auf, dass der Götterhimmel ein Abbild der Gesellschaft ist. Viele indogermanische Kulturen bestanden aus den drei freien Ständen Lehrstand, Wehrstand und Nährstand. Darauf folgerte Dumézil folgendes Schema:
Hell-Juridisch: ind. Mitra, röm. Dius Fidus, germ. Tyr, keltisch Teutates; Funktion: Richter, Gesetzgeber, hält sich im Hintergrund
Dunkel-Magisch: ind. Varuna, röm. Jupiter, germ. Odin; Funktion: Herrscher, wird oft als ungerecht empfunden
Stärke: ind. Indra, röm. Mars, germ. Thor, keltisch Taranis; Funktion: Held mit einer primitiven Waffe (Keule, Hammer), tötet die Wasserschlange
Fruchtbarkeit: ind. Nasatya, röm. Quirinus. germ. Njörd & Freyr; Funktion: Wohltäter des Volkes
Das System erwies sich als geeignetes Muster und brachte der vergleichenden Religionswissenschaft einen Schub in der Entwicklung. Die Namen (und deren Etymologie) traten in den Hintergrund zugunsten von Sagen, Mythen und struktureller Eigenschaften, die bestimmte Gottheiten miteinander verbinden. So wurde ein heldenhafter Donnergott fassbarer als bisher. Der germanische Thor und der indische Indra trinken und essen überreichlich, sind jähzornig und bekämpfen, wie auch der baltische Perkunas (slawisch: Perun) ein drachenartiges Wesen.
Daneben postulierte er eine Urideologie, die in der Urreligion eine Projektion zeitgenössischer gesellschaftlicher Verhältnisse sah. Dabei ging er von einer dreiteiligen Ständegesellschaft aus („idéologie tripartite“): Priesterstand, Kriegerstand und Bauernstand. Dies spiegle sich im „Ur-Pantheon“, den Mythen und Heldengedichten wider. So fänden sich dann überall Gottheiten, die Recht und Ordnung, andere die die unberechenbare Gewalt und wieder andere die die Fruchtbarkeit verträten.
Er interessierte sich auch für arische Männerbünde und beschreibt unter anderem 1940 vedische Männerbünde. Sein Werk Ouranós-Varuna ist dem Problem des sakralen Königtums gewidmet, bei dem die Könige rituell verstümmelt und getötet werden.
Die Begrenztheit seines Dreiklassenmodells „Priester, Krieger, Bauer“ zeigt sich in der frühen skandinavischen Gesellschaft, die einen Priesterstand nicht kannte. In der Rígsþula der Edda wird dagegen ein Dreiklassenmodell „Adel, Freier Bauer, Sklave“ vorgestellt. Der Königsspiegel beschreibt vier Klassen: Kaufleute, Aristokratie mit dem König an der Spitze, Geistlichkeit und Bauern.
In den letzten Jahren seines Lebens wurde Dumézil jedoch sehr selbstkritisch. Obwohl er als einer der größten Verfechter der indogermanischen Sprachenforschung galt, begann er vor allem diese in Frage zu stellen: Die “Indo-europäischen Zivilisationen” sind als Produkte von Romanautoren einzustufen.
Außer seinen mythographischen und sprachgeschichtlichen Schriften veröffentlichte Georges Dumézil einen Roman: Le Moyne noir en gris dedans Varenne. Sotie nostradamique.

## Schriften
- Ein beinahe vollständiges Schriftenverzeichnis findet sich in: Hommages à Georges Dumézil. Bruxelles, 1960 (Collection Latomus, 45) S. xi-xxii.

- 1924: Le Festin d'immortalité. (Dissertation)
- 1929: Le Problème des Centaures.
- 1934: Ouranós-Varuna
- 1935: Flamen-Brahman
- 1939: Mythes et dieux des Germains. Essai d'interprétation comparative. Reihe: Mythes et religions, 1. PUF, Paris
- 1940: Mithra-Varuna, Essai sur deux représentations indo-européennes de la Souveraineté. PUF, Paris 1940
- Übers. Inge Köck: Loki. (Loki) WBG, Darmstadt 1959
- Aspekte der Kriegerfunktion bei den Indogermanen. (Aspects de la fonction guerrière chez les Indo-Européens) Wissenschaftliche Buchgesellschaft WBG, Darmstadt 1964
- Mythos und Epos. Die Ideologie der drei Funktionen in den Epen der indoeuropäischen Völker. (Mythe et épopée)

1. Die erleichterte Erde. (La terre soulagée) Campus Verlag, 1989; Maison des Sciences de l’Homme, Paris 1989 (über das Mahabharata) (Mehr in dieser Reihe nicht auf Dt. ersch.)

- Übers. Eva Moldenhauer: Der schwarze Mönch in Varennes. Nostradamische Posse und Divertissement über die letzten Worte des Sokrates. Roman. (Le moyne noir en gris dedans Varennes) Insel, Frankfurt 1989; Suhrkamp, Berlin 2018 (dazw. weitere Aufl.) Inhaltsverzeichnis

## Notizen
1. ↑  Drobin S. 65.
2. ↑  Académicien décédé: Georges Edmond Raoul Dumézil. Académie royale des Sciences, des Lettres et des Beaux-Arts de Belgique, abgerufen am 11. September 2023 (französisch).
3. ↑  Drobin S. 67.
4. ↑  Sverre Bagge: „Old Norse Theories of Society. From Rígþula to Konungs skuggsiá.“ In: Jens Eike Schnall, Rudolf Simek (Hrsg.): Speculum Regale. Der Altnorwegische Königsspiegel (Konungs skuggsjá) in der europäischen Tradition. Wien. 2000. Studia Septentrionalia 5. S. 7–45, 9 f.
5. ↑  Didier Eribon: Entretien avec G. Dumezil, Gallimard, Paris 1987, S. 220

| Personendaten    | Personendaten                                      |
| ---------------- | -------------------------------------------------- |
| NAME             | Dumézil, Georges                                   |
| ALTERNATIVNAMEN  | Dumézil, Georges Edmond Raoul (vollständiger Name) |
| KURZBESCHREIBUNG | französischer Religionswissenschaftler             |
| GEBURTSDATUM     | 4. März 1898                                       |
| GEBURTSORT       | Paris                                              |
| STERBEDATUM      | 11. Oktober 1986                                   |
| STERBEORT        | Paris                                              |